# Rietdorf
Rietdorf è una frazione del comune tedesco di Ihlow, nel Land del Brandeburgo.

## Storia
Il 31 dicembre 2001 il comune di Rietdorf venne soppresso e aggregato al comune di Ihlow.